# Grădină împrejmuită (informatică)
Conceptul grădină împrejmuită (de la termenul waled garden în engleză) este o analogie folosită pentru a explica o situație a unei platforme informatice sau a unei platforme industriale. În domeniul mass-media și al telecomunicațiilor, termenul se referă la controlul unei companii dezvoltatoare de software sau de hardware, sau al unui furnizor de servicii, privind aplicațiile sau conținutul disponibil pe platformă și la capacitatea de a le restricționa. De exemplu, decizând ce aplicații se pot include în mod implicit pe un dispozitiv sau care aplicații pot fi disponibile spre a fi instalate din furnizorul oficial de aplicații. 
În general, prin termenul „grădină împrejmuită” se face referință la incapacitatea utilizatorilor de a accesa toate informațiile unui anumit serviciu. Analogia cu adevărata grădină împrejmuită este explicată prin faptul că singura modalitate prin care utilizatorul ar putea ieși din această grădină este prin punctele de intrare și ieșire proiectate, dacă gardul nu este îndepărtat.
Unele „grădini împrejmuite” care servesc ca exemplu ar fi  sistemul de operare iOS al Apple sau platforma rețelei sociale Facebook.